# 加里格利亚
加里格利亚，是西班牙加泰罗尼亚赫罗纳省的一个市镇。总面积21平方公里，总人口864人（2013年），人口密度41人/平方公里。